# Micadina involuta
Micadina involuta är en insektsart som beskrevs av Günther 1940. Micadina involuta ingår i släktet Micadina och familjen Diapheromeridae. Inga underarter finns listade i Catalogue of Life.